# Big Hero 6: The Series
Big Hero 6: The Series (Big Hero 6: la serie en España y Grandes héroes: la serie en Hispanoamérica) es una serie animada estadounidense, producida por Disney Television Animation y desarrollada por los creadores de Kim Possible, Mark McCorkle y Bob Schooley. La serie se estrenó el 20 de noviembre de 2017 en Disney XD. La serie tiene lugar después de los acontecimientos de la película de Disney de 2014 Big Hero 6, a su vez basada en los cómics de Marvel Comics, Big Hero 6. La serie utiliza la animación 2D tradicional. La serie se estrenó con un episodio de 43 minutos titulado "Baymax Returns" en Disney XD y Disney Channel el 20 de noviembre de 2017. En 2018, la serie fue movida de Disney XD a Disney Channel antes del estreno de la serie. La serie se estrenó formalmente con dos nuevos episodios en Disney Channel el 9 de junio de 2018.

## Argumento
La serie sigue los acontecimientos del largometraje Big Hero 6 y continúa las aventuras del genio tecnológico de 14 años, Hiro Hamada y el compasivo y vanguardista robot Baymax creado por su difunto hermano Tadashi. Junto con sus amigos Wasabi, Honey Lemon, Go Go y Fred, forman el equipo de superhéroes Big Hero 6 y se embarcan en aventuras de alta tecnología mientras protegen su ciudad de una serie de villanos científicamente mejorados. Hiro también enfrenta desafíos académicos y pruebas sociales como el nuevo prodigio en el Instituto de Tecnología San Fransokyo (SFIT).
El espectáculo ligeramente retoca el final de la película. Entre las diferencias se incluyen: la tía Cass conoce a Baymax, las identidades del equipo de Grandes Héroes siguen siendo secretas del público, e Hiro asiste a SFIT como si todo hubiera vuelto a la normalidad (aunque se reconoce la muerte de Tadashi, no construyen un edificio en su honor e Hiro no recibe una beca del Instituto). A Hiro tampoco se le ocurre el nombre "Big Hero 6" como está implícito al final de la película, en cambio, Fred aparece con el nombre después de haber "generado una lista épica de nombres de equipos" y probarlos consigo mismo.

## Reparto
- Ryan Potter como Hiro Hamada:[4] un chico de 14 años, prodigio de la robótica, cuyo hermano mayor, Tadashi Hamada, murió en una explosión en el Instituto de Tecnología de San Fransokyo (SFIT) y miembro de Big Hero 6; él sirve como el líder oficial del equipo. Lleva un traje de protección para ocultar su identidad y cuando vuela en Baymax. Sus mejores amigos son los amigos de Tadashi Hamada: Honey lemon, GoGo Tomago, Fred, Wasabi y Baymax. Karmi es la mejor amiga que Hiro hizo solo; antes eran rivales, pero ahora Hiro está enamorado de ella.
- Scott Adsit como Baymax: un robot inflable originalmente construido por Tadashi como asistente médico, pero reprogramado por Hiro para usar también artes marciales como miembro de Big Hero 6; él usa una armadura con un jetpack y alas.
- Jamie Chung como GoGo Tomago:[5] una estudiante dura y atlética en SFIT, y miembro de Big Hero 6 que se especializa en electromagnetismo; ella usa dos discos grandes como ruedas/patines cuando está en acción, y también usa discos más pequeños como armas.
- Génesis Rodríguez como Honey Lemon:[4] una estudiante burbujeante y optimista en SFIT (y estudiante a tiempo parcial en SFAI o San Fransokyo Art Institute), entusiasta de la química y miembro de Big Hero 6; ella usa 'bolas químicas' que producen una variedad de efectos.
- Khary Payton como Wasabi (reemplazando a Damon Wayans, Jr.):[4] un estudiante inteligente, ligeramente neurótico, en SFIT y miembro de Big Hero 6 que se especializa en láseres, y tiene dos cuchillas con forma de láser en sus brazos cuando está en acción. Aprecia el orden y el control en su entorno de vida y trabajo.
- Brooks Wheelan como Fred (reemplazando a T. J. Miller):[4] un fanático de los cómics y holgazán, que también es mascota del equipo en SFIT y miembro de Big Hero 6, con un súper traje de reptil (uno da la apariencia de un monstruo con forma de lagarto, el otro es un camaleón); él vive en una gran mansión.
- Maya Rudolph como la Tía Cass:[4] la tía guardiana de Hiro y Tadashi. Está obsesionada con cocinar platos nuevos y extraños, y es ajena a la doble vida de Hiro, ya que Hiro sabe que "nunca lo dejará salir de la casa" si revela esta información.
- Alan Tudyk como Alistair Krei:[4] un empresario pionero y CEO de Krei Tech. Se revela que conoce las identidades secretas de Big Hero 6 después de que le salvaron la vida en la película.
- David Shaughnessy como Heathcliff:[4] el mayordomo de la familia de Fred, que ayuda al equipo en sus esfuerzos de entrenamiento.
- Jenifer Lewis como la Profesora Granville:[4] la nueva directora de SFIT, quien vigila a Hiro luego de los sucesos de la película. En la temporada 2, se revela que conoce las identidades secretas de sus alumnos como Big Hero 6.
- Andrew Scott como Obake:[4] el archienemigo de Big Hero 6, quien tiene un terrible pasado con Granville. Solo se le ve en la temporada 1.
- Andy Richter como Dibs/Pegajoso:[4] Un torpe ladrón, quien luego de robar el bolso químico de Honey, y el neurotransmisor microbot de Krei, se convierte en un monstruo viscoso que puede tomar cualquier materia, y es miembro del grupo de Obake. En la temporada 2, se reforma al volverse un héroe y aliado de Big Hero 6.
- Haley Tju como Karmi:[4] una estudiante de biología en SFIT y rival de Hiro. Es una fan de Big Hero 6, y estaba enamorada del alter ego superhéroe de Hiro. En la temporada 2, después de llevarse bien con Hiro, se va del SFIT, pero ve la graduación de Hiro al final de la temporada. Karmi termina enamorándose de Hiro.
- Sean Giambrone como Richardson Mole:[4] un chico millonario y rival de Fred, quien está interesado en GoGo.
- Diedrich Bader como Bluff Dunder[4]
- Stan Lee† como el Padre de Fred[4]
- Susan Sullivan como la Mamá de Fred[4]
- John Ross Bowie como Mel[4]

## Episodios
| Temporada | Temporada | Episodios | Episodios | Emisión original         | Emisión original         |
| Temporada | Temporada | Episodios | Episodios | Primera emisión          | Última emisión           |
| --------- | --------- | --------- | --------- | ------------------------ | ------------------------ |
|           | 1         | 22        | 22        | 20 de noviembre de 2017  | 13 de octubre de 2018    |
|           | 2         | 24        | 13        | 6 de mayo de 2019        | 5 de septiembre de 2019  |
|           | 2         | 24        | 11        | 6 de septiembre de 2019  | 8 de febrero de 2020     |
|           | 3         | 10        | 10        | 21 de septiembre de 2020 | 15 de febrero de 2021    |
|           | 6         | 24        | 6         | 31 de mayo de 2018       | 20 de junio de 2018      |
|           | 6         | 24        | 3         | 15 de septiembre de 2018 | 15 de septiembre de 2018 |
|           | 6         | 24        | 12        | 6 de noviembre de 2018   | 23 de abril de 2019      |
|           | 6         | 24        | 3         | 6 de mayo de 2019        | 21 de mayo de 2019       |

## Desarrollo
En marzo de 2016, Disney anunció que una serie de televisión llamada Big Hero 6 estaba en desarrollo y se estrenará en Disney XD en 2017. La serie se desarrolla inmediatamente después de los acontecimientos de la película y es creada por Mark McCorkle y Bob Schooley y producida por McCorkle, Schooley y Nick Filippi. Hablando con Leonard Maltin para el podcast Maltin on Movies, Scott Adsit sugirió una fecha de lanzamiento para principios de 2018.
En marzo de 2016, se reveló que Jamie Chung volverá a interpretar su papel como GoGo Tomago. Y que después de noviembre, se reveló que la mayor parte de los miembros del reparto de la voz de la película volverían a representar sus papeles, incluyendo Ryan Potter, Genesis Rodriguez, Scott Adsit, Alan Tudyk y Maya Rudolph. Khary Payton sustituyó a Damon Wayans Jr, como Wasabi y Brooks Wheelan reemplazó a T. J. Miller como Fred. El 6 de enero de 2017, Disney XD lanzó un tráiler oficial para la serie.